# Distrito de Ružomberok
El distrito de Ružomberok (en eslovaco Okres Ružomberok) es una unidad administrativa (okres) de Eslovaquia Central, situado en la región de Žilina, con 59 420 habitantes (en 2001) y una superficie de 647 km². Su capital es la ciudad de Ružomberok.

## Demografía
| Año        | 1994   | 2004    | 2014    | 2024    |
| ---------- | ------ | ------- | ------- | ------- |
| Población  | 59 516 | 59 136  | 57 403  | 56 278  |
| Diferencia |        | −0,63 % | −2,93 % | −1,95 % |

| Año        | 2023   | 2024    |
| ---------- | ------ | ------- |
| Población  | 56 488 | 56 278  |
| Diferencia |        | −0,37 % |

## Ciudades
- Ružomberok (capital)

## Municipios (población año 2017)
- Bešeňová 671
- Hubová 1079
- Ivachnová 628
- Kalameny 468
- Komjatná 1508
- Likavka 3042
- Liptovská Lúžna 2812
- Liptovská Osada 1632
- Liptovská Štiavnica 1174
- Liptovská Teplá 1015
- Liptovské Revúce 1543
- Liptovské Sliače 3755
- Liptovský Michal 303
- Lisková 2109
- Ľubochňa 1057
- Lúčky 1779
- Ludrová 1012
- Martinček 435
- Potok 100
- Stankovany 1172
- Štiavnička 800
- Švošov 820
- Turík 247
- Valaská Dubová 776